# 잘돼가? 무엇이든
"잘돼가? 무엇이든"은 2004년에 제작한 대한민국의 단편 영화이다.

## 출연
- 최희진 : 허지영 역
- 서영주 : 박희진 역
- 맹봉학 : 박 사장 역